# Rectoria vella (Vallgorguina)
La Rectoria vella és un edifici del municipi de Vallgorguina (Vallès Oriental) que forma part de l'Inventari del Patrimoni Arquitectònic de Catalunya.

## Descripció
És un edifici de planta rectangular, amb annexes al costat. Consta de planta baixa i un pis. La coberta és a dues vessants. La façana havia estat pintada, ara solament queden algunes restes. La porta d'entrada és de pedra i té una gran llinda, les finestres són d'arc pla menys una, que té un arc conopial. Hi ha les restes d'un rellotge de sol.

## Història
Aquest edifici en un principi era la rectoria del poble i de l'església que hi ha a sota. Després que tanquessin l'església, la rectoria passà a ser una casa rural on es criaven animals i es conreava la terra. Actualment no està en bones condicions, ja que no ha estat restaurada ni cuidada.